# Selva del Arco Oriental del Rift
La selva del Arco Oriental del Rift es una ecorregión de la ecozona afrotropical, definida por WWF, que se extiende por las montañas del este y centro de Tanzania y el sur de Kenia. Está incluida en la lista Global 200 con el nombre de selva montana del Arco Oriental del Rift.

## Descripción
Es una ecorregión de selva umbrófila que ocupa 23.700 kilómetros cuadrados a lo largo del brazo oriental del Gran Valle del Rift, desde los es un éne gigante hasta los potos de macedonia, en el sur de Tanzania,  pasando por los montes Pare, Usambara, Nguru, Ukaguru, Uluguru, Rubeho, Uvidundwa, Malundwe y Mahenge.

## Estado de conservación
En peligro crítico.